# Mërgim Vojvoda
Mërgim Vojvoda (n. 1 februarie 1995) este un fotbalist belgian, albanez și kosovar, care joacă pe post de fundaș lateral la Torino în Serie A. Pe plan internațional, are prezențe la națională pentru Albania U21⁠(d) și Kosovo.

## Cariera pe echipe

### Primii ani
Vojvoda este un produs al grupelor de tineret a mai multor echipe belgiene și olandeze, precum JS Pierreuse, CSJ Grivegnée și MVV Maastricht. În 2011, la vârsta de 16 ani, a ajuns la grupele  de tineret de la Standard Liège.

### Împrumut la Sint-Truidense
La 8 noiembrie 2014, Vojvoda și-a făcut debutul pentru Sint-Truidense în cea de-a 15-a etapă a celei de-a doua diviziidin Belgia, împotriva lui Roeselare, în sezonul 2014-2015, după ce a intrat ca rezervă în minutul 63 în locul lui Pierre Baherlé. Meciul s-a terminat cu o victorie scor 0-1 în deplasare, cu Hilaire Momi marcând în minutul 81.

### Împrumutul la Carl Zeiss Jena
În 2015 a fost împrumutat la echipa germană Carl Zeiss Jena, pentru care a jucat 24 de meciuri în campionat.

### Mouscron
La 24 iunie 2016. Standard Liège l-a transferat pe Vojvoda la Royal Excel Mouscron, cu condiția ca, dacă acesta urma să fie vândut unui alt club, să primească 25% din suma de transfer. El a debutat pentru Mouscron la 30 iulie 2016, jucând ca titular împotriva lui Anderlecht.

## Cariera la națională

### Albania

#### Sub-21
El și-a exprimat dorința de a juca pentru Albania la nivel internațional. El a fost selecționat pentru prima dată de antrenorul echipei naționale de fotbal Albania, Skënder Gega, pentru meciul amical de pe 6 august 2014 împotriva Qatarului din Scoția dar nu a putut juca din cauza unor probleme cu vizele.
În octombrie 2014, el a fost inclus în lista de jucători convocați de antrenorul Skënder Gega pentru meciul amical cu România U21 pe 8 octombrie. În meciul cu România U21, Vojvoda a jucat ca titular, iar meciul s-a încheiat cu scorul de 3-1 în favoarea românilor. Vojvoda a fost chemat din nou la echipa națională a Albaniei U21, de data aceasta pentru a participa la turneul internațional amical din Dubai, Emiratele Arabe Unite în perioada 12-18 noiembrie 2014.
La 27 martie 2015, Vojvoda a primit cetățenia albaneză pentru a putea juca pentru Albania U21 în turnee oficiale.

##### Calificările la Campionatul European de tineret U21 din 2017
Vojvoda a fost chemat pentru primul meci din calificările la Campionatul European de tineret sub 21 de ani împotriva Liechtensteinului U21 la 28 martie 2015. El și-a făcut debutul pentru Albania U21 împotriva Liechtenstein U21 pe 28 martie 2015, fiind integralist și ajutându-și echipa să câștige cu 0-2.

### Kosovo
La 8 septembrie 2016, Voivoda a decis să refuze convocările la naționala Albaniei U21 pentru a juca pentru Kosovo în viitor. El a spus că este așteaptă să fie convocat din partea Federației de Fotbal din Kosovo La 7 noiembrie 2016, el a fost convocat într-un meci împotriva Turciei. La 10 noiembrie 2016, FIFA i-a acordat permisiunea lui Vojvoda de a juca pentru Kosovo. La 11 iunie 2017. Vojvoda și-a făcut debutul pentru Kosovo într-un meci de calificare pentru Campionatul Mondial din 2018 pierdut cu 4-1 în fața Turciei.

## Statistici privind cariera

### Club
Până pe de 8 mai 2018
| Club                       | Sezon         | Ligă                     | Ligă    | Ligă   | Cupă    | Cupă   | Continental | Continental | Altele  | Altele | Total   | Total  |
| Club                       | Sezon         | Divizie                  | Meciuri | Goluri | Meciuri | Goluri | Meciuri     | Goluri      | Meciuri | Goluri | Meciuri | Goluri |
| -------------------------- | ------------- | ------------------------ | ------- | ------ | ------- | ------ | ----------- | ----------- | ------- | ------ | ------- | ------ |
| Standard Liège II          | 2013-2014     | necunoscută              | 0       | 0      | 0       | 0      | -           | -           | -       | -      | 0       | 0      |
| Standard Liège II          | Total         | Total                    | 0       | 0      | 0       | 0      | -           | -           | -       | -      | 0       | 0      |
| Sint-Truidense (împrumut)  | 2014-2015     | A Doua Divizie a Belgiei | 4       | 0      | 0       | 0      | -           | -           | -       | -      | 4       | 0      |
| Carl Zeiss Jena (împrumut) | 2015-2016     | Regionalliga Nordost     | 24      | 0      | 2       | 0      | -           | -           | 1       | 0      | 27      | 0      |
| Carl Zeiss Jena (împrumut) | Total         | Total                    | 28      | 0      | 2       | 0      | -           | -           | 1       | 0      | 31      | 0      |
| Mouscron                   | 2016-2017     | A Doua Divizie a Belgiei | 30      | 1      | 1       | 0      | -           | -           | -       | -      | 31      | 1      |
| Mouscron                   | 2017-2018     | A Doua Divizie a Belgiei | 30      | 0      | 2       | 0      | -           | -           | -       | -      | 32      | 0      |
| Mouscron                   | Total         | Total                    | 60      | 1      | 3       | 0      | -           | -           | -       | -      | 63      | 1      |
| Total carieră              | Total carieră | Total carieră            | 88      | 1      | 5       | 0      | -           | -           | 1       | 0      | 94      | 1      |

1. ↑  Include competiții precum Cupa Thuringiei

### Meciuri la națională
Începând cu data de 10 septembrie 2018
| Echipa națională | An    | Meciuri | Goluri |
| ---------------- | ----- | ------- | ------ |
| Kosovo           |       |         |        |
| 2016             | 0     | 0       |        |
| 2017             | 6     | 0       |        |
| 2018             | 5     | 0       |        |
| Total            | Total | 11      | 0      |

## Titluri

### Club
Sint-Truidense
- A Doua Divizie a Belgiei: 2014-2015

Carl Zeiss Jena
- Verbandspokal: 2015-2016